# 2-كلورو البيريدين
2-كلورو البيريدين هو مركب عضوي له الصيغة الكيميائية C5H4ClN، ويوجد على شكل سائل عديم اللون.

## التحضير
يحضر 2-كلورو البيريدين تاريخياً من إجراء عملية كلورة على مركب 2-هيدروكسي البيريدين؛ وذلك باستخدام عامل مكلور قوي مثل كلوريد الفوسفوريل.
يمكن أن تتم عملية التحضير أيضاً من كلورة البيريدين بشكل مباشر بغاز الكلور:
إلا أن تلك العملية غير انتقائية.
بشكل مغاير يمكن أن يحضر 2-كلورو البيريدين انطلاقاً من N-أكسيد البيريدين.

## الخواص
يوجد المركب في الشروط القياسية على شكل سائل عديم اللون، وهو ضعيف الامتزاج والانحلالية مع الماء.

## الاستخدامات
يستخدم المركب بشكل أساسي في المختبرات الكيميائية لتحضير مشتقات البيريدين المختلفة.

## اقرأ أيضاً
- 3-أمينو البيريدين
- 4-أمينو البيريدين